# (18928) Pontremoli
(18928) Pontremoli est un astéroïde de la ceinture principale.

## Description
(18928) Pontremoli est un astéroïde de la ceinture principale. Il fut découvert le 25 août 2000 à Monte Viseggi par l'observatoire astronomique du Mont Viseggi. Il présente une orbite caractérisée par un demi-grand axe de 3,02 UA, une excentricité de 0,12 et une inclinaison de 9,8° par rapport à l'écliptique.

## Compléments